# Campeonato Mundial de Luge de 1963
O Campeonato Mundial de Luge de 1963 foi a 8ª edição da competição e foi disputada entre os dias 26 e 27 de janeiro em Imst, Áustria.

## Medalhistas
| Evento                        | Ouro                                     | Prata                                             | Bronze                               |
| Individual masculino detalhes | FRG Fritz Nachmann                       | FRG Hans Plenk                                    | DDR Klaus Bonsack                    |
| Individual feminino detalhes  | DDR Ilse Geisler                         | AUT Helene Thurner                                | POL Janina Suszczewska               |
| Duplas detalhes               | POL Polônia Ryszard Pedrak Luzjan Kudzia | POL Polônia Edward Fender Mieczyslaw Pawelkiewicz | AUT Áustria Anton Venier Ewald Walch |

## Quadro de medalhas
| Ordem | País               |   |   |   |   |
| 1     | Polónia            | 1 | 1 | 1 | 3 |
| 2     | Alemanha Ocidental | 1 | 1 |   | 2 |
| 3     | Alemanha Oriental  | 1 |   | 1 | 1 |
| 4     | Áustria            |   | 1 | 1 | 2 |